# Zoo de Dvůr Králové
Le zoo de Dvůr Králové est un jardin zoologique de 72 ha situé à Dvůr Králové nad Labem, en République tchèque. 

## Présentation
Le parc est le deuxième plus grand zoo du pays et a la particularité de présenter une importante section "safari". L'une de ses missions parmi les plus importantes est de protéger les espèces sauvages en voie de disparition et menacées. 
La spécialisation du zoo est la faune africaine et le parc possède le plus grand groupe d'animaux africains en Europe. Le zoo est également l'un des éleveurs d'ongulés africains les plus importants au monde.  
Leurs animaux les plus rares sont les rhinocéros blancs du Nord, qui sont maintenant prêtés (programme Last Chance to Survive - L'ultime chance de survie) au Ol Pejeta Conservancy au Kenya. Le zoo est le seul au monde où les rhinocéros blancs du Nord ont eu des jeunes, le dernier veau étant né en 2000.

## Histoire du zoo

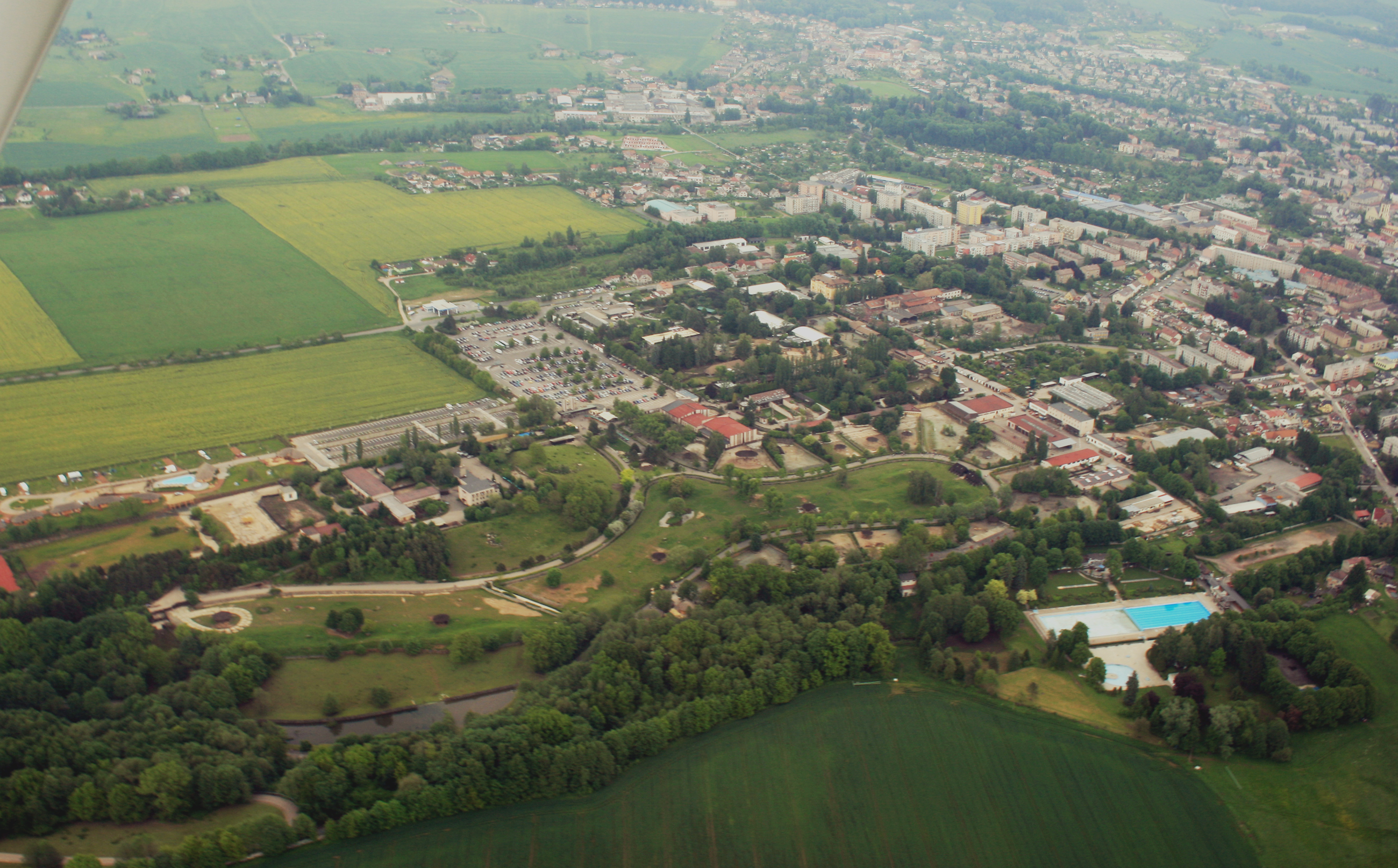
Vue aérienne du zoo de Dvůr Králové.

Le zoo a été créé en 1946 sur une superficie de 6,5 hectares pour abriter une petite collection de faune locale et était à l'origine connu sous le nom de jardin zoologique de Bohême orientale (tchèque : Východočeská zoologická zahrada). 
Après les vingt premières années de son existence, la superficie a quadruplé et les collections d'animaux se sont élargies. Néanmoins, avant 1965, l'importance de l'institution pour l'éducation et la conservation de l'environnement était limitée à la région. 